# Émile Prudent
Pour les articles homonymes, voir Prudent (homonymie).
Émile Racine Gauthier Prudent est un pianiste, compositeur et professeur de musique né le 3 février 1817 à Angoulême et mort le 14 mai 1863 à Paris.
Il a composé environ soixante-dix œuvres, incluant un trio pour piano, un concerto-symphonie, de nombreuses pièces de caractère, des séries de variations, transcriptions et études, et de célèbres fantaisies sur airs d'opéra. En tant que professeur, il a été très fructueux et a enseigné à plusieurs élèves distingués.

## Biographie
Né à Angoulême, Émile Prudent n'a jamais connu ses parents. Il est adopté à un très jeune âge par un accordeur de piano, qui lui donne son premier enseignement musical. A dix ans, il entre au Conservatoire de Paris, remportant un premier prix de piano en 1833, et un second prix d'harmonie en 1834. Une fois diplômé du conservatoire, sans soutien financiers, il lutte financièrement pendant un certain temps avant de rencontrer le succès lors de son premier concert, auquel joue aussi Sigismund Thalberg, un des virtuoses les plus célèbres de l'époque. Le jeune Prudent y interprète sa Fantaisie sur Lucia di Lammermoor, Op. 8, qui connaît un grand succès auprès du public.
Ce succès lui permet de devenir un concertiste régulier en France et à l'étranger ; il fait notamment deux voyages en Angleterre, en 1848 et 1852. Il meurt à Paris en 1863, y ayant passé la plus grande partie de sa vie. Il est enterré au cimetière de Montmartre (division 25).